# M People
M People – brytyjski zespół tworzący muzykę house, założony w 1990 w Manchesterze. Zespół tworzyli wokalistka Heather Small oraz muzycy Mike Pickering i Paul Heard. W 1995 zdobyli nagrodę muzyczną Brit Award.

## Dyskografia
- Northern Soul (1992)
- Elegant Slumming (1994)
- Bizarre Fruit (1995)
- Fresco (1997)
- The best of M People (1998)
- Testify (1999)